# Rainbow Bridge
Rainbow Bridge peti je studijski album američkog glazbenika Jimia Hendrixa, postumno objavljen u listopadu 1971. godine. To je drugi studijski album kojeg nakon Hendrixove smrti produciraju Eddie Kramer, John Jansen i Mitch Mitchell. Album nikad nije objavljen na CD-u.

## O albumu
Rainbow Bridge zajedno s The Cry of Love albumi su koji sadrže najviše pjesama što ih je Hendrix planirao objaviti na svom sljedećem dvostrukom LP izdanju pod nazivom First Rays of the New Rising Sun. Sve pjesme osim "The Star-Spangled Banner" napisao je Hendrix, a snimljene su tijekom 1969. – 1970. godine, osim pjesme "Look Over Yonder" koja je snimljena 1968. Pjesma "Hear My Train Comin'" snimljena je uživo u Berkeley Community Theatre, 30. svibnja 1970. (na prvom nastupu).
Album otvara pjesma "Dolly Dagger," koja je u trenutku Hendrixove smrti bila označena kao singl (kasnije je i objavljena kao singl). U pjesmi "Earth Blues" prateće vokale pjeva ženska pop skupina The Ronettes iz New York Cityja. Drugu stranu otvora najstarija skladba na albumu "Look Over Yonder".
Na top ljestvicama u Sjedinjenim Državama dosegnuo je #15, odnosno #16 u Velikoj Britaniji. Pjesma "Dolly Dagger" (B-strana singla "Star Spangled Banner") u Sjedinjenim Državama objavljena je kao singl te je dospjela tek na #74 top ljestvice. Četiri pjesme s albuma našle su se na kompilaciji First Rays of the New Rising Sun iz 1997. godine, dok su još dvije uvrštene na drugoj kompilaciji pod nazivom South Saturn Delta objavljene iste godine. Studijska verzija pjesme "The Star Spangled Banner", nalazi se na box-setu The Jimi Hendrix Experience (album) objavljenog 2000. godine.
Na materijalu je nanovo prikazana Hendrixova virtuoznost na gitari koju je rijetko tko postigao na električnoj gitari. Najviše do izražaja dolazi improvizacija u uživo skladbi "Hear My Train A Comin'".

## Popis pjesama
| 1. | »Dolly Dagger«         |                                                                          | 4:45 |
| 2. | »Earth Blues«          |                                                                          | 4:20 |
| 3. | »Pali Gap«             |                                                                          | 5:05 |
| 4. | »Room Full Of Mirrors« |                                                                          | 3:17 |
| 5. | »Star Spangled Banner« | Francis Scott Key, John Stafford Smith, arr. Hendrix (studijska verzija) | 4:07 |

| 1. | »Look Over Yonder«               |  | 3:28  |
| 2. | »Hear My Train A Comin'« (uživo) |  | 11:15 |
| 3. | »Hey Baby (New Rising Sun)«      |  | 6:05  |

## Pjesme koje se pojavljuju u filmu
- "Bleeding Heart" (snimljena u studiju Record Plant u New York Cityju, New York, 24. ožujka 1970.), objavljena na albumu War Heroes(1972.).
- "New Rising Sun" (snimljena u jesen 1968. u TTG studiju). Pjesma se samo djelomično koristi.
- "Bolero" (snimljena u srpnju 1970. u Electric Lady studiju). Nikada nije službeno objavljena.
- "Room Full of Mirrors" - alternativni miks - (snimljena u studiju Record Plant, 17. studenog 1969. i u Electric Lady studiju 22. listopada 1970.). Ovim miksom je Buddy Miles originalni bubnjar u pjesmi zamijenjen s Mitchom Mitchellom. Miks se pojavljuje vrlo kratko u filmu i nikad nije objavljen na nekom drugom izdanju, ali se još uvijek nalazi u arhivu Hendrixovih snimki.
- "Beginnings" (snimljena u srpnju 1970. u Electric Lady studiju). Objavljena 1972. na postumnom izdanju War Heroes i 1997. godine na kompilaciji Experiencea "First Rays of the New Rising Sun.

## Originalne pjesme u miksanim verzijama na drugim izdanjima
Rainbow Bridge kao album nikada nije objavljen na CD-u, međutim sve pjesme su se kasnije našle na nekim drugim Hendrixovim izdanjima.
- "Dolly Dagger" objavljena 1997. na albumu First Rays of the New Rising Sun.
- "Earth Blues" objavljena 1997. na albumu First Rays of the New Rising Sun.
- "Pali Gap" objavljena 1997. na albumu South Saturn Delta.
- "Room Full Of Mirrors" objavljena 1997. na albumu First Rays of the New Rising Sun.
- "Star Spangled Banner" (studio verzija) objavljena 2000. na box-setu The Jimi Hendrix Experience.
- "Look Over Yonder" objavljena 1997. na albumu South Saturn Delta.
- "Hear My Train A Comin'" (uživo), s nešto skraćenim krajem, objavljena 2001. na albumu Voodoo Child: The Jimi Hendrix Collection.
- "Hey Baby (New Rising Sun)" objavljena 1997. na albumu First Rays of the New Rising Sun.

## Izvođači
- Jimi Hendrix – električna gitara, vokal, prateći vokal u pjesmama A1 i A2
- Mitch Mitchell – bubnjevi u svim pjesmama osim A4
- Billy Cox – bas-gitara u svim pjesmama osim B1
- Juma Sultan – konge, udaraljke
- Albert Allen – prateći vokal u skladbi A1
- Buddy Miles – bubnjevi u skladbi A2 (prije Mitcha Mitchella) i skladbi A4, prateći vokal u skladbi A2
- The Ronettes (Veronica Bennett, Estelle Bennett, Nedra Talley) – prateći vokali u skladbi A2
- Noel Redding – bas-gitara u skladbi B1

## Detalji o snimljenom materijalu
- Skladbe A1, A3 i B3 snimljene su u Electric Lady studiju u New York Cityju, New York, srpanj 1970.
- Skladba A2 snimljena u Record Plant studiju u New York Cityja, New York, 19. prosinca 1969. i Electric Lady studiju u srpnju 1970.
- Skladba A4 snimljena u Record Plant studiju, 17. studenog 1969. i Electric Lady studiju u srpnju 1970.
- Skladba A5 snimljena u Record Plant studiju, 18. ožujka 1969.
- Skladba B1 snimljena u TTG studiju u New York Cityju, New York, 22. listopada 1968.
- Skladba B2 snimljena u Berkeley Community Theatre, Berkeley, Kalifornija, 30. svibnja 1970. (1. nastup)

## Vanjske poveznice
- Discogs.com - Recenzija albuma